# Буддизм во Франции
Буддизм во Франции является четвёртой по количеству последователей религией после христианства, ислама и иудаизма. По данным Le Monde, во Франции 5 миллионов человек симпатизирует буддизму, практикует эту религию около 600 000 человек. 
Интересы буддийской конгрегации Франции представляет организация Буддийский союз Франции, основанная в 1986 году.
Большинство буддистов Франции — выходцы из Азии, в первую очередь Вьетнама и Китая. Из них 65% практикуют дзэн-буддизм, причём в это понятие включается как японский дзэн, так и китайский чань-буддизм и в особенности его вьетнамская версия тхиен.
Значительную роль в развитии буддизма играют собственно французские буддисты. Наиболее известной французской буддисткой является путешественница и писатель Александра Давид-Неэль. Современные буддисты Франции также получают значительное внимание средств массмедиа, в их числе как наставники азиатского происхождения, как Дуджом Ринпоче, Калу Ринпоче, Тхить Нят Хань, так и собственно французские, как монах тибетской традиции писатель Матье Рикар или Шенпен Ринпоче, французский тулку тибетского мастера.
Помимо исторических корней буддизма, представляемых А. Давид-Неэль, буддизм во Франции, по мнению прессы, имеет характеристики миссионерской религии и насчитывает более 300 монахов-французов (по данным только о тибетском буддизме в стране).

## Тибетский буддизм
Уже Александра Дэвид-Неэль превратила свой дом во Франции в клуб любителей буддизма. 
Первые постоянные официальные центры тибетского буддизма во Франции были организованы в начале 1970-х годов. Так, в 1973 году основал свой монастырь Э Вам Пенде Линг поселившийся во Франции высокопоставленный глава школы Нгор традиции Сакья, Пенде Кенчен. Общественный интерес к буддизму привлекли тогда же визиты во Францию Кармапы в 1973 и Далай-ламы в 1974 году. В 1975 году высокие ламы традиции ньингма Дуджом Ринпоче, Дилго Кьенце Ринпоче и Пема Вангьял Ринпоче (сын одного из первых учителей ньингмапа во Франции, Кангьюра Ринпоче) основали ретрит-центры в Дордони. Калу Ринпоче, один из высоких лам традиции Кагью, начал здесь первый трёхлетний ретрит в 1976 году.
На конец 1990-х здесь было более 140 медитационных центров тибетского буддизма. Из них около 60% принадлежало традиции Кагью.
Примерно 20 ретрит-центров и ряд городских буддийских центров, руководимых видными мастерами, представляют все основные традиции тибетского буддизма.

## Буддийские тибетские центры во Франции
- Вблизи коммуны Лизьё расположен Ваджрадхара-линг (фр. Vajradhara-Ling) — тибетский буддийский центр традиции Карма-Кагью.